# محوطه دورد برج
محوطه دورد برج مربوط به دوره اشکانیان - دوره ساسانیان است و در شهرستان اسفراین، بخش بام وصفی آباد، شهر صفی آباد، ۱۵ کیلومتری جنوب شرق واقع شده و این اثر در تاریخ ۳۰ بهمن ۱۳۸۶ با شمارهٔ ثبت ۲۱۱۰۱ به‌عنوان یکی از آثار ملی ایران به ثبت رسیده است.